# Mars (Coventry)
Mars is een Brits historisch merk van motorfietsen. De volledige bedrijfsnaam was: Mars Ltd., Coventry.
Mars was een klein bedrijf, dat van 1923 tot 1926 eigen frames voorzag van inbouwmotoren van andere merken. Zo gebruikte men 247cc-Villiers-tweetakten en 293cc-JAP-zijklepmotoren. Daarnaast werd het 348cc-oliegekoelde Blackburne-blok ingebouwd, evenals de Barr & Stroud-eencilinders en een 347 cc JAP. Mars had al in 1923 zadeltanks, die pas vanaf 1928 algemeen en zwang kwamen bij andere merken.